# Ruby Yang
Ruby Yang (chinesisch 楊紫燁, Pinyin Yáng Zǐyè; * in Hongkong) ist eine sino-amerikanische Filmeditorin, Filmregisseurin und Filmproduzentin. Sie wurde für ihr Werk mit zahlreichen Preisen, unter anderem dem Oscar für den besten Kurz-Dokumentarfilm 2007, ausgezeichnet. Sie lehrt an der Universität Hongkong und leitet die dortige Hong Kong Documentary Initiative.

## Leben und Werk
1977 zog Ruby Yang in die Vereinigten Staaten von Amerika. Sie studierte in San Francisco am San Francisco Art Institute zunächst Malerei und schloss schließlich mit einem Master im Filmemachen ab.
Sie arbeitete zunächst als Editorin in der Unterhaltungsbranche. So war sie zuständig für den Schnitt von China Cry: A True Story (1990) und Joan Chens Es begann im September (2000).
Mit Thomas Lennon gründete Yang 2003 das Chang Ai Media Project, um in China über HIV-Infektionen aufzuklären. Aufklärungsfilme des Projekts erreichten Hundertemillionen Menschen in der Volksrepublik. 2004 zog sie zurück nach China, zunächst nach Peking und später in ihren Geburtsort Hongkong.
Zusammen mit Lennon als Produzenten schuf Yang als Regisseurin zwischen 2006 und 2010 eine Trilogie von Dokumentar-Kurzfilmen zu modernen chinesischen Themen. Die Trilogie bestand aus:
- The Blood of Yingzhou District (2006) über die Diskriminierung von chinesischen Kindern auf dem Lande, die ihre Eltern in der Folge von AIDS verloren haben.[3]
- Tongzhi in Love (2008) über Homosexuelle in China und die Auseinandersetzung mit ihren konservativen Eltern.[3]
- The Warriors of Qiugang (2010) über den Widerstand der örtlichen Bevölkerung gegen eine örtliche Umweltkatastrophe. Der Kurzfilm führte zu unmittelbaren Reaktionen der chinesischen Regierung, die Folgen zu beseitigen.[3]

The Blood of Yingzhou District wurde mit einem Oscar ausgezeichnet, The Warriors of Qiugang wurde für den Oscar nominiert.
Seit 2015 lehrte sie am Institut für Journalismus und Mediastudien der Universität Hongkong und leitet an der Universität mittlerweile die Hong Kong Documentary Initiative.

## Auszeichnungen und Nominierungen (Auswahl)
Ruby Yang wurde mit zahlreichen Preisen ausgezeichnet.
- Oscar:

2007 – Oscar für den besten Kurz-Dokumentarfilm für The Blood of Yingzhou District (zusammen mit Thomas Lennon)
2011 – Nominierung für den Oscar für den besten Kurz-Dokumentarfilm für The Warriors of Qiugang (zusammen mit Thomas Lennon). Die Auszeichnung ging aber an Karen Goodman und Kirk Simon für Strangers No More